# (3523) Arina
(3523) Arina (1975 TV2) – planetoida z pasa głównego asteroid okrążająca Słońce w ciągu 3,65 lat w średniej odległości 2,37 j.a. Odkryła ją Ludmiła Czernych 3 października 1975 roku.